# Batalha de Azamor
A Batalha de Azamor ou Conquista de Azamor foi uma batalha travada entre os exércitos do Reino de Portugal e da Dinastia Oatácida, que ocorreu perto da cidade de Azamor, Marrocos, entre 29 de agosto e 2 de setembro de 1513. Foi causada pela recusa do governador da cidade em cumprir as suas obrigações de vassalo e pagar um tributo ao rei português. Como consequência da derrota, a cidade de Azamor foi ocupada sem resistência pelo exército português, que fortificou-a e ali deixou uma guarnição.

## Antecedentes
Azamor, dependente do rei de Fez, embora gozando de grande autonomia, prestava vassalagem ao rei D. João II já desde 1486. As desavenças geradas entre o governador Mulei Zaiã, que se recusou pagar o tributo e preparava um exército para se defender, ocasionaram num envio de uma frota àquela cidade em 15 de agosto de 1513, a mando de D. Manuel I.

## Batalha
O rei D Manuel enviou uma frota de 500 navios para a África em 15 de agosto de 1513, e um exército de 2 000 cavaleiros e 13 000 infantes, liderados pelo seu sobrinho Jaime I, Duque de Bragança.
Assim descreve o feito Pedro de Mariz:

Ainda, Que elRey Dom Emanoel, tinha por tributaria a Cidade Azamor em Affrica, todavia desejava ser Senhor della: porque muitas vezes lhe negava o tributo, & se ajuntava com seus inimigos; polo, que determinou mandalla conquistar. E pera isso era o anno do Senhor mil, & quinhentos, & treze, mandou fazer huma poderosa armada, de mais de quatrocentas vellas, & dezoito mil homens de pé, de que três mil erão do Duque de Bragança Dom Gemes, que hia por General desta armada, que também levava quatrocentos, & cincoenta homens de cavallo, & cento acubertados, & todos seus criados, & vassallos: além destes hião mais de dous mil de cavallo, & duzentos acubertados, todos criados delRey affora a pionagem, que estes todos levávão. Partido o Duque com esta fermosa companhia, foy surgir duas léguas de Marzagão a 28 de Agosto[…]. De Marzagão partio o exercito ao primeiro de Setembro, […] A Azamor, & mandou logo dar o primeiro combate, com tanta ordem cometido, & com tanto fervor, & valentia; que os Mouros, ainda, que muitos, & bem armados, & fortalecidos, e muito versados em cavallarias; desconfiarão de se poderem defender. Principalmente quando virão morto de húa bombarda o Capitão mor da Cidade; cuja vista os acabou de desenganar de todo, & sobrevindo a noite, se sahirão da Cidade com muita pressa […]. Ao outro dia, sendo o Duque avisado do que passou, deu logo graças a Deos publicamente, & com grande triumpho entrou na cidade, & muito mayor contentamento em o seu animo, por huma tão grande, & tão barata vitória, que lhe não custou nem hum só homem. E tanto assombrou esta conquista a todos aquelles bárbaros  Mauritanos, que logo as Cidades Titer & Almedina, se despejarão, & os portuguezes, se entregàrão dellas; Nuno Fernandez de Attaide capitão de Çafim, se entregou de Almedina  a cujos moradores fez logo tornar a ella, com promessas, & liberdades: & pera que não se pudesse levantar mais, mandou derribar dous lanços do muro, hum da parte de Azamor: outro da de Çafim (safi). E todas as mais cousas da Cidade novamente conquistada, ordenadas como convinha ao governo, & defenção della, se veyo o Duque de Bragança ao Reyno, deixando encomendada sua casa a seu primo Dom Francisco Portugal, que foy o primeiro Conde de Vimioso: & por Capitão-mor do exercito Dom João de Menezes. E elRey Dom Emanoel mandou em o seu Reyno dar publicas graças a Deos por aquellas obras de sua omnipotencia, tanto em seu louvor acabadas: & o mesmo mandou o papa Leão decimo fazer em Roma, tanto que o soube, com huma solene procissão, em que elle disse missa em Pontifical, & houve prégação em louvor dos portuguezes, & de suas heroicas obras pola exaltação a Fé, & augmento de sua Igreja.

Em 29 de agosto, o exército desembarcou em Mazagão e marchou em direção a Azamor. Após vários dias de combate perto da cidade, os portugueses derrotaram a última resistência do exército marroquino. Em 2 de setembro, os moradores de Azamor, sem resistência, abriram as portas da cidade aos portugueses. Azamor foi ainda mais fortificada e os portugueses deixaram uma guarnição para conter os constantes ataques oatácidas.
Fernão de Magalhães participou da batalha, perdeu o seu cavalo e sofreu uma grave lesão no joelho, da qual nunca se recuperou totalmente. Após uma disputa sobre a distribuição do butim capturado, deixou o exército português sem permissão, e por isso ficou mal visto na corte portuguesa. Isso o levou a ingressar serviço em Castela, a serviço da qual liderou a primeira viagem de circum-navegação do mundo.